# Gêmeas
Gêmeas (versão portuguesa Gémeas) é um filme brasileiro de 1999, do gênero suspense. Dirigido por Andrucha Waddington e com roteiro de Elena Soarez, é baseado em uma história de Nélson Rodrigues, com direção de fotografia de Breno Silveira.

## Sinopse
A história é exibida no início da década de 1980, num bairro de classe-média do Rio de Janeiro: as irmãs gémeas idênticas Iara e Marilena, interpretadas por Fernanda Torres, vivem enganando os homens, fazendo-se passar uma pela outra, para desespero de seu pai, Dr. Jorge, interpretado por Francisco Cuoco.
Marilena é bióloga e Iara, como sua mãe, é costureira. Um dia Marilena conhece Osmar (Evandro Mesquita), dono de uma autoescola, por quem se apaixona à primeira vista, e iniciam um namoro. Iara também se apaixona pelo rapaz e decide seduzi-lo. A partir de então, começa uma intensa e complicada relação entre os três.

## Elenco
|                                                  |  |                                   |
| Fernanda Montenegro interpretou a mãe das gêmeas |  | Francisco Cuoco interpretou o pai |

- Fernanda Torres .... Iara / Marilena
- Evandro Mesquita .... Osmar
- Francisco Cuoco .... Dr. Jorge, o pai
- Fernanda Montenegro .... mãe
- Matheus Nachtergaele
- Caio Junqueira

## Principais prêmios e indicações
- Venceu na categoria de melhor atriz (Fernanda Torres) no Festival de Brasília, em 1999.
- Recebeu uma nomeação ao Grande Prêmio Cinema Brasil em 2001, na categoria de melhor actriz (Fernanda Torres).